# Imagine FM
 (janvier 2017).
Si vous disposez d'ouvrages ou d'articles de référence ou si vous connaissez des sites web de qualité traitant du thème abordé ici, merci de compléter l'article en donnant les références utiles à sa vérifiabilité et en les liant à la section « Notes et références ».
Imagine FM était une radio indépendante de Bruxelles qui a été créée le 5 août 2006 et qui émettait en FM sur 96.5 MHz ainsi qu'en streaming sur Internet.
En 2007, Imagine FM est devenue la première radio en Belgique à assurer une diffusion régulière de ses programmes simultanément en FM analogique et en FMeXtra numérique.
En 2008, un nouveau plan de fréquences a été adopté en Communauté française de Belgique. Dans ce cadre, ayant déposé un dossier de candidature, Imagine FM n'a pas été autorisée par le Conseil Supérieur de l'Audiovisuel à poursuivre ses émissions en FM analogique. La station a introduit un recours contre cette décision du CSA devant le Conseil d'État. Ce dernier a donné droit à Imagine FM mais le Conseil Supérieur de l'Audiovisuel a pris une nouvelle décision confirmant la précédente tout en répondant aux critiques formulées par le Conseil d'État.
Entre-temps, Imagine FM a interrompu la diffusion de ses programmes, tant en FM qu'en FMeXtra sur 96.5 à Bruxelles le 14 juillet 2008 à 15h00. Elle a maintenu son streaming jusqu'au 30 septembre 2014, date à laquelle elle a définitivement cessé ses activités.

## Ancienne fréquence
- Bruxelles : 96.5